# 蔡会文

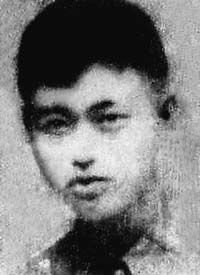

蔡会文（1908年—1935年12月4日），湖南攸县人，中国工农红军将领。

## 生平
生于一个地主家庭。1925年，考入长沙长郡中学，参加学生运动。1926年3月加入中国共产主义青年团，同年夏转入中国共产党。1927年2月，入省总工会和省农民协会合办的工农自卫军干部训练队学习，马日事变后入国民革命军第二方面军总指挥部警卫团。
1927年年9月，蔡会文参加秋收起义，任工农革命军第一军一师一团一营一连党代表，参加井冈山根据地的斗争。后任红四军第三十一团机枪连党代表、教导队党代表。1929年2月，蔡会文随红四军转战赣南闽西，不久升任红四军第三总队第一支队政委。1930年8月任红一军团第三军政委（军长黄公略），参加中共前三次反围剿战争。1932年1月，蔡会文任江西军区政治部主任，同年10月调任湘赣军区总指挥兼政委，并兼红八军政委。
1933年春，蔡会文与军长萧克指挥红八军参加湘赣区反围剿作战。同年6月任红六军团十七师政委。1934年任粤赣军区司令员，10月被任命为赣南军区司令员，留守苏区。1935年4月，率部进入湘粤赣边界，任湘粤赣游击支队支队长兼政委。1935年12月4日，蔡会文在作战中阵亡。